# Леопольд Фогль
Леопольд Фогль (нім. Leopold Vogl, 16 вересня 1910, Атцгерсдорф — 9 січня 1992) — австрійський футболіст, що грав на позиції правого крайнього нападника. Відомий виступами у складі клубів «Адміра» і «Вінер АК», а також національної збірної Австрії. Чотириразовий чемпіон Австрії, володар кубка Австрії, фіналіст кубка Мітропи.

## Клубна кар'єра
Розпочинав у команді «Форвартс» (Атцгерсдорф). У складі клубу «Адміра» (Відень) почав грати у сезоні 1932–1933. В першому своєму сезоні зіграв 5 матчів, будучи дублером ветерана клубу Ігнаца Зігля.
З наступного сезону став на багато років основним правим нападником клубу. Пятірка нападників клубу протягом наступних сезонів виглядала так: Леопольд Фогль — Вільгельм Ганеманн — Карл Штойбер — Антон Шалль — Адольф Фогль. У 1934 році разом з командою здобув титул чемпіона Австрії. Зіграв у сезоні 17 матчів, забив 10 голів, а «Адміра» на два очка випередила «Рапід». Ці ж команди зійшлися у фіналі національного кубку, у якому клуб здобув розгромну перемогу з рахунком 8:0.
Того ж 1934 року «Адміра» дісталась фіналу кубка Мітропи. У першому раунді його клуб переміг «Наполі» (0:0, 2:2, 5:0). Леопольд зіграв тільки у першому матчі з неаполітанцями, а наступних матчах грав Зігль, як і в 1/4 і 1/2 фіналу. У фіналі «Адміра» зустрілась ці ще одним італійським клубом — «Болоньєю». У першому матчі без участі Фогля команді вдалося переломити гру і здобути вольову перемогу з рахунком 3:2. У матчі-відповіді Леопольд повернувся до складу, але «Адміра» поступилась з рахунком 1:5.
У сезоні 1934/35 «Адміра» стала другою у чемпіонаті, а Фогль встановив власний рекорд результативності — 12 м'ячів. У кубку Мітропи 1935 Леопольд забив гол у ворота «Хунгарії» у першому матчі, виграному з рахунком 3:2. У матчі-відповіді ж упевнено тріумфували угорці — 1:7.
Два наступних розіграші чемпіонату Австрії команда виграла. У 1936 році клуб випередив найближчого переслідувача Вієнну на 5 очок. У кубку Мітропи 1936 клуб несподівано вилетів від скромного чеського клубу «Простейов». В першому матчі вдома «Адміра» сенсаційно програла 0:4. У матчів-відповіді віденці вели 2:0 і 3:1, але у підсумку зіграли 3:2, завершивши гру вшістьох. Угорський арбітр Гертца вилучив у першому таймі одного гравця «Простейова» і Леопольда на 41-й хвилині матчу, а у другому ще чотирьох австрійців, хоча й не закінчив гру достроково, як цього вимагав регламент.
У 1937 році ж боротьба з «Аустрією» йшла до кінця чемпіонату. На свою останню гру з «Рапідом» «Адміра» йшла з відставанням на 1 очко від конкурента, що вже зіграв усі матчі. Нічийний рахунок 3:3 приніс «Адмірі» чемпіонство за додатковими показниками. «Аустрія» ж взяла реванш у кубку, де перемогла «Адміру» у чвертьфіналі і згодом здобула трофей. У кубку Мітропи 1937 клуб зупинився у чвертьфіналі, знову показавши себе з не найкращої сторони. У першому раунді клуб переміг «Спарту» (1:1, 2:2, 2:0, з голами Фогля у другій і третій грі). Перша гра чвертьфіналу з італійською командою «Дженоа» принесла нічию 2:2, але сам матч вийшов дуже грубим з обох сторін. На шляху з Відня до Генуї між гравцями виникла бійка, одному з італійців зламали щелепу. Начальник поліції Генуї заявив, що не може гарантувати безпеку учасників цього матчу і матч було відмінено. Комітет кубка у підсумку вирішив зняти зі змагань обидві команди.
Чемпіонат 1937/38 років став для «Адміри» став найгіршим з середини 20-х років — 6 місце. Але уже за рік команда повернулася на вершину. Чемпіонат 1938/39 років після аншлюсу називався Гауліга Остмарк і був частиною німецького чемпіонату. «Адміра» випередила на 2 очка «Рапідом» і всьоме у своїй історії стала чемпіоном. Завдяки цьому трофею клуб потрапив у фінальний турнір чемпіонату Німеччини. Клуб виграв групу, що складалась з чотирьох команд і потрапив у півфінал, де здолав з рахунком 4:1 «Гамбург». У фіналі «Адміра» зустрічалась з найсильнішою німецькою командою того часу — «Шальке». Матч для віденців завершився розгромною поразкою від гельзенкірхенців — 0:9. Фогль зіграв 8 матчів і забив 1 гол. У роки Другої світової війни «Адміра» не мала значних успіхів у чемпіонаті, не потрапляючи до трійки призерів.
У 1941 році перейшов у команду «Вінер АК», де грав разом з колишніми партнерами з «Адміри» Робертом Павлічеком і Карлом Штойбером. У 1943 році став з командою срібним призером Гауліги Остмарк, а також бронзовим призером у 1944 році. Грав за «Вінер» до 1947 року.

## Виступи за збірну
У складі збірної Австрії майже не грав через високу конкуренцію. Багаторічним правим нападником національної команди у той час був Карл Цишек. Лепольд дебютував у збірній 1935 року поєдинку зі збірною Польщі і відзначився двома забитими голами, а його виграла з рахунком 5:2. Того ж року грав також у матчі зі збірною Угорщини (4:4).
У 1937 році зіграв один матч у складі збірної Австрії-Б. Австрійська команда поступилась у гостях збірній Італії-Б з рахунком 2:3.

## Тренерська кар'єра
Розпочав кар'єру тренера у команді «Вінер АК», де два роки був граючим тренером. З 1949 року працював з молодіжними командами «Аустрії». Головним тренером команди був у 1956—1957 роках, а також двічі короткостроково у 1958 і 1964 роках.

## Досягнення
- Чемпіон Австрії (4): 1934, 1936, 1937, 1939
- Срібний призер чемпіонату Австрії (2): 1935, 1943
- Володар кубка Австрії (2): 1932, 1934
- Фіналіст кубка Мітропи (1): 1934
- Фіналіст чемпіонату Німеччини (1): 1939

## Статистика

### Статистика виступів за збірну
| Дата       | Місто  | Господарі | Результат | Гості    | Турнір                             | Голи | Примітки |
| ---------- | ------ | --------- | --------- | -------- | ---------------------------------- | ---- | -------- |
| 12/05/1935 | Відень | Австрія   | 5 – 2     | Польща   | товариський матч                   | 2    |          |
| 6/10/1935  | Відень | Австрія   | 4 – 4     | Угорщина | Кубок Центральної Європи 1933—1935 | -    |          |
| Усього     |        | Матчів    | 2         |          | Голів                              | 2    |          |

### Статистика клубних виступів
| Клуб            | Сезон   | Ліга  | Ліга | Кубок | Кубок | Кубок Мітропи | Кубок Мітропи | Всього | Всього |
| Клуб            | Сезон   | Матчі | Голи | Матчі | Голи  | Матчі         | Голи          | Матчі  | Голи   |
| --------------- | ------- | ----- | ---- | ----- | ----- | ------------- | ------------- | ------ | ------ |
| Адміра (Відень) | 1932/33 | 5     | 0    | 1     | 0     | 0             | 0             | 6      | 0      |
| Адміра (Відень) | 1933/34 | 17    | 10   | 3     | 2     | -             | -             | 19     | 12     |
| Адміра (Відень) | 1934/35 | 21    | 12   | 2     | 1     | 2             | 0             | 25     | 13     |
| Адміра (Відень) | 1935/36 | 22    | 9    | 3     | 1     | 2             | 1             | 27     | 11     |
| Адміра (Відень) | 1936/37 | 22    | 6    | 3     | 1     | 2             | 0             | 27     | 7      |
| Адміра (Відень) | 1937/38 | 15    | 4    | 3     | 3     | 4             | 2             | 22     | 9      |
| Адміра (Відень) | 1938/39 | 8+    | 8    | 1     | 0     | -             | -             | 9+     | 8      |
| Адміра (Відень) | 1939/40 | ?     | 4    | 1     | 0     | -             | -             | ?      | 4      |
| Адміра (Відень) | 1940/41 | ?     | 1    | 0     | 0     | -             | -             | ?      | 1      |

### Статистика виступів у кубку Мітропи
| №                      | Розіграш               | Стадія                 | Дата та місце проведення | Команда 1              | Рахунок | Команда 2           | Голи |
| ---------------------- | ---------------------- | ---------------------- | ------------------------ | ---------------------- | ------- | ------------------- | ---- |
| 1                      | 1934                   | 1/8                    | 17.06.1934 Відень        | Адміра (Відень)        | 0:0     | Наполі              |      |
| 2                      | 1934                   | Фінал                  | 9.09.1934 Болонья        | Болонья                | 5:1     | Адміра (Відень)     |      |
| 3                      | 1935                   | 1/8                    | 16.06.1935 Відень        | Адміра (Відень)        | 3:2     | Хунгарія (Будапешт) | 73'  |
| 4                      | 1935                   | 1/8                    | 23.06.1935 Будапешт      | Хунгарія (Будапешт)    | 7:1     | Адміра (Відень)     |      |
| 5                      | 1936                   | 1/8                    | 21.06.1936 Відень        | Адміра (Відень)        | 0:4     | Простейов           |      |
| 6                      | 1936                   | 1/8                    | 28.06.1936 Прага         | Простейов              | 2:3     | Адміра (Відень)     | 41'  |
| 7                      | 1937                   | 1/8                    | 13.06.1937 Відень        | Адміра (Відень)        | 1:1     | Спарта (Прага)      |      |
| 8                      | 1937                   | 1/8                    | 25.06.1937 Прага         | Спарта (Прага)         | 2:2     | Адміра (Відень)     | 14'  |
| 9                      | 1937                   | 1/8 перегр.            | 29.06.1937 Будапешт      | Спарта (Прага)         | 0:2     | Адміра (Відень)     | 50'  |
| 10                     | 1937                   | 1/4                    | 4.06.1937 Відень         | Адміра (Відень)        | 2:2     | Дженова 1893        |      |
| Всього у кубку Мітропи | Всього у кубку Мітропи | Всього у кубку Мітропи | Всього у кубку Мітропи   | Всього у кубку Мітропи | 10      |                     | 3    |